# DCC (entreprise)
Pour les articles homonymes, voir DCC.
DCC est une entreprise irlandaise de distribution d'énergie.

## Histoire
En 2014, DCC acquiert les 322 stations-service Esso de France auprès d'ExxonMobil pour 106 millions d'euros,.
En mai 2015, DCC rachète Butagaz (l'un des leaders Français du Gaz de Pétrole Liquéfié, spécialisé depuis 2017 dans l'électricité et le granulé de bois) à Shell pour 464 millions d'euros. 
En mars 2016, DCC acquiert 130 stations essence au Danemark à Couche-Tard, après que les autorités de la concurrence obligent ce dernier à se départir de certains actifs de Shell qu'il a acquis au Danemark .
En novembre 2016, DCC annonce son intention d'acquérir Gaz Européen, un fournisseur de gaz naturel en France qui a un chiffre d'affaires de 200 millions d'euros en 2015.
En février 2017, DCC acquiert les stations essence norvégiennes d'ExxonMobil, soit environ 150 stations, plus 100 franchisés, pour environ 300 millions de dollars.